# Danko Lazović
Danko Lazović (serbisch-kyrillisch Данко Лазовић, * 17. Mai 1983 in Kragujevac, SFR Jugoslawien) ist ein ehemaliger serbischer Fußballspieler.

## Karriere

### Verein
Lazović begann seine Fußballlaufbahn beim FK Radnički 1923 Kragujevac, bevor er in die Jugend von Partizan Belgrad wechselte. Bereits 1999, im Alter von 17 Jahren, stieß er in den Profikader von Belgrad. In seiner ersten Profisaison hatte der damalige Youngster acht Ligaeinsätze. Um ihm Spielpraxis geben zu können, wurde er an den Zweitligisten FK Teleoptik ausgeliehen. Ein Jahr später kehrte er zurück und entwickelte sich fortan zum Stammspieler. 2002 und 2003 gewann er mit den Hauptstädtern die serbische Meisterschaft. 2004/05 wechselte er für rund sieben Millionen Euro nach Holland, wo er beim niederländischen Ehrendivisionär Feyenoord Rotterdam unterzeichnete. Dort kam er selten über die Rolle des Zuschauers hinaus. Im Sommer 2005 wurde er an den deutschen Erstligisten Bayer 04 Leverkusen ausgeliehen, wo der damalige U-21-Nationalspieler mehr Chancen auf regelmäßige Einsätze sah.
Der „technisch feine Spieler“ (Rudi Völler, Sportdirektor bei Leverkusen) sollte den nach Japan gewechselten França ersetzen. Lazovićs erster Pflichtspieleinsatz für Leverkusen gelang hervorragend. Beim 8:0 im DFB-Pokal gegen Rot-Weiß Erfurt II gelang ihm binnen elf Minuten ein Hattrick.
Doch der endgültige Durchbruch blieb ihm auch in Leverkusen verwehrt und so wurde er zur Rückrunde 2005/06 von Feyenoord wieder in seine Heimat an Partizan Belgrad verliehen. Zur Saison 2006/07 wechselte er für ca. 1,5 Millionen Euro zu Vitesse Arnheim, wo ihm eine hervorragende Saison gelang, er in 32 Spielen 19 Tore erzielte und Platz sechs in der Torjägerliste einnahm.
Zur Spielzeit 2007/08 wechselte Lazović zur PSV Eindhoven, wo er in seinem ersten Spiel zwei Tore erzielte. Am Ende dieser Saison gewann er mit der Mannschaft die niederländische Meisterschaft. Im März 2010 wechselte er zum russischen Erstligisten Zenit Sankt Petersburg. Am 18. Juni 2011 wurde er dort nach Vereinsangaben beim Auswärtsspiel in Nischni Nowgorod von einem Polizisten mit einem Elektroschocker tätlich angegriffen.
In der Winterpause der Saison 2013/14 kehrte er zurück zu seinem Jugendverein Partizan Belgrad und unterzeichnete dort einen Vertrag bis Sommer 2015. Nach dem Auslaufen seines Vertrages wechselte er im Februar 2015 nach China zu Beijing BG, wo er jedoch ebenfalls nur ein Jahr spielte, bevor er zum NK Olimpija Ljubljana nach Slowenien wechselte. Nach fünf Monaten, in denen er kein einziges Mal eingesetzt wurde, wechselte er ablösefrei zum ungarischen Verein Videoton FC. Dort beendete er dann nach der gewonnenen Meisterschaft 2018 seine aktive Karriere.

### Nationalmannschaft
Am 27. März 2002 gab er sein Debüt in der A-Mannschaft der BR Jugoslawiens in einem Testspiel gegen Brasilien (0:1). Anschließend spielte er 2004 dreimal in Freundschaftsspielen für die Auswahl Serbien-Montenegros. Außerdem wurde Lazović 2004 in den Kader der U21 Serbien und Montenegros für die U-21-Europameisterschaft in Deutschland berufen. Die Mannschaft drang bis ins Finale vor, wo man auf Vorrundengegner Italien traf und sich 0:3 geschlagen geben musste. Lazović absolvierte vier der möglichen fünf Spiele und konnte dabei zwei Treffer markieren. Am 16. August 2006 erzielte er ersten offiziellen Länderspiel Serbiens im Testspiel gegen Tschechien das Premierentor des neuen eigenständigen Landes. Bis zum Ende seiner Nationalmannschaftskarriere 2014 bestritt er 43 Spiele, in denen er elf Tore erzielte.

## Erfolge
Verein
- Jugoslawischer Pokalsieger: 2001
- Jugoslawischer Meister: 2002
- Serbisch-Montenegrinischer Meister: 2003
- Niederländischer Meister: 2008
- Niederländischer Superpokalsieger: 2008
- Russischer Meister: 2010, 2011
- Russischer Pokalsieger: 2010
- Russischer Superpokalsieger: 2011
- Serbischer Meister: 2015
- Ungarischer Meister: 2018

Nationalmannschaft
- U-21-Vizeeuropameister: 2004